# 蒂里 (约讷省)
蒂里（法語：Thury，法語發音：[tyʁi] ⓘ）是法国勃艮第-弗朗什-孔泰大区约讷省的一个市镇，属于欧塞尔区。

## 地理
蒂里（47°35'11"N, 3°17'40"E）面积23.22 平方千米，位于法国勃艮第-弗朗什-孔泰大區约讷省，该省份为法国中北部内陆省份，西接卢瓦雷省，西北接塞纳-马恩省，南至涅夫勒省，东临科多尔省，东北与奥布省接壤。
与蒂里接壤的市镇（或旧市镇、城区）包括：兰村、兰塞克、皮赛地区圣、皮赛地区苏热尔、特雷尼-佩勒斯-圣科隆布。

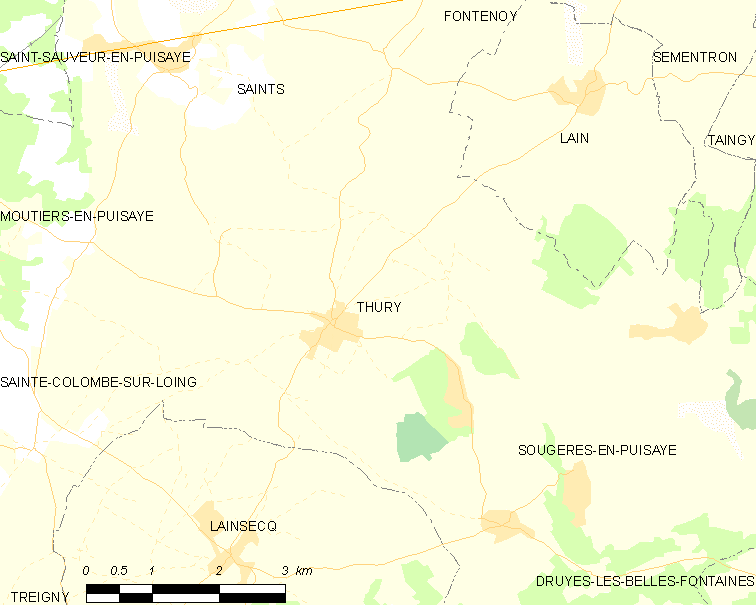
的OSM定位图

蒂里的时区为UTC+01:00、UTC+02:00（夏令时）。

## 行政
蒂里的邮政编码为89520，INSEE市镇编码为89416。

## 政治
蒂里所属的省级选区为万塞勒县。

## 人口

1962-2008年间人口变化图示

蒂里于2022年1月1日时的人口数量为426人。